# Alexia Mielgo

## Reconocimiento y repercusión
Su victoria ha sido recogida por medios como Diario16+, Cantabria Directa o la propia organización del certamen. Ha sido invitada a eventos de representación del colectivo y ha inspirado a jóvenes trans en proceso de transición.
Alexia Mielgo representa una nueva generación de mujeres trans empoderadas, visibles y comprometidas con los derechos humanos.